# Masako Ishida
Masako Ishida, född 5 november 1980 i Hokkaido, är en japansk tidigare längdåkare.
Ishida deltog i olympiska vinterspelen 2010 i Vancouver och slutade då som bäst femma i 30 kilometersloppet. Under världsmästerskapen i Liberec år 2009 kom hon på en åttonde-plats i 10 kilometersloppet. Under världsmästerskapen i Falun år 2015 kom hon på en sjunde-plats i samma distans.
Ishida tog sin första pallplats i världscupen i Trondheim 2009 på distansen 30 kilometer.